# اچ‌ام‌اس اسیستنس (۱۶۵۰)
اچ‌ام‌اس اسیستنس (۱۶۵۰) (به انگلیسی: HMS Assistance (1650)) یک کشتی بود که طول آن ۱۰۲ فوت (۳۱٫۱ متر) بود.